# 아저씨는 못말려
《아저씨는 못말려》(영어: Uncle Buck)는 미국에서 제작된 1989년 코미디 드라마 영화이다. 존 휴스가 연출, 각본, 제작을 맡았다. 존 캔디, 에이미 매디건, 진 루이자 켈리, 로리 멧캐프, 제이 언더우드, 매콜리 컬킨, 개비 호프먼 등이 출연하였다.
1990년에 CBS에서 케빈 미니 주연의 동명 텔레비전 코미디 시리즈를 만들어 1 시즌 방영하였으며, 다시 2016년 ABC에서 마이크 엡스가 주인공을 맡은 동명 텔레비전 코미디 시리즈를 제작해 역시 1 시즌 방영하였다.

## 줄거리
인디애나폴리스로 막 이사를 온 신디는 아버지가 심근 경색으로 쓰러지면서 남편 밥과 함께 급히 집을 비우게 된다. 당장 집으로 달려와 아이들을 돌봐줄 수 있는 사람은 하필 불법 조작 경마로 돈을 벌고 폭음과 줄담배를 즐기며 게으른 밥의 동생 벅 뿐이다. 6살 메이지와 8살 마일스는 곧 벅을 따르게 되지만 사춘기 15살 티아는 사사건건 반항하며 거리를 두고 대한다. 밥은 아이들을 돌보며 점차 책임감 있는 보호자로 거듭나고 여자친구 셔니스와의 관계에도 변화가 생긴다.

## 출연
- 존 캔디 - 벅 러셀 역
- 진 루이자 켈리 - 티아 러셀 역
- 개비 호프먼 - 메이지 러셀 역
- 매콜리 컬킨 - 마일스 러셀 역
- 에이미 매디건 - 셔니스 코볼라우스키 역
- 일레인 브롬카 - 신디 러셀 역
- 로리 멧캐프 - 마시 돌그런프로스트 역
- 제이 언더우드 - 버그 역
- 마이크 스타 - 푸터 더 클라운 역
- 윌리엄 윈덤 - 햇필드 씨 역
- 애나 클럼스키 - 메이지의 급우 역
- 퍼트리샤 아켓 - 추가 목소리

## 기타 제작진
- 협력 제작: 윌리엄 H. 브라운, 레이미 E. 워드
- 미술: 존 W. 코소, 더그 크레이너
- 의상: 매릴린 밴스